# Lucimara da Silva
Lucimara da Silva, född 10 juli 1985, är en friidrottare från Brasilien. Hon deltog vid olympiska sommarspelen 2008.